# Fernando de Paul
Fernando Carlos de Paul Lanciotti (Álvarez, Santa Fe, 25 de abril de 1991) es un futbolista profesional chileno que se desempeña como guardameta, actualmente juega en Colo-Colo de la Primera División de Chile. 
Ha sido internacional con la selección de Chile.

## Trayectoria

### Inicios
De pequeño comenzó jugando como mediocampista en su natal Álvarez por el cuadro de Unión y Sociedad Italiana de Álvarez, aunque duró sólo un año en esa posición. La temporada siguiente comenzó a probar suerte como portero. Tuvo un paso por las divisiones inferiores de Colón de Santa Fe por 2006, no logrando adaptarse a la vida en Santa Fe.
A sus 17 años tomó la decisión de emigrar a Chile con la ilusión de jugar profesionalmente, por expreso pedido de Diego Osella, entrenador que logró el ascenso en 2009 con San Luis de Quillota a la Primera División de Chile.

### San Luis de Quillota
Debutó en el profesionalismo el 31 de julio de 2010, jugando por San Luis de Quillota, con tan sólo 19 años, en un partido contra Huachipato, reemplazando al suspendido Luciano Palos. Al siguiente año tendría mayor regularidad, tanto en la Primera B como en la Copa Chile. En 2012, agarraría la camiseta de titular en el equipo quillotano, teniendo una destacada participación en la lucha por el ascenso en la temporada 2013-14, perdiendo en la fase final frente a Barnechea, hito que lograría finalmente un año después. Su buena campaña en el torneo 2014-15 atrajo el interés de la Universidad de Chile.
La tribuna butaca del Estadio Municipal Lucio Fariña Fernández de Quillota lleva su nombre en su honor.

### Universidad de Chile
Su traspaso al club universitario se oficializó el 7 de julio de 2016. Tras ser varias temporadas suplente de Johnny Herrera, durante 2019 el técnico Alfredo Arias le otorga la titularidad en desmedro de Herrera. Tras la llegada de Hernán Caputto como nuevo entrenador, este mantuvo a De Paul como titular, hasta el partido ante Deportes Iquique en donde Herrera fue titular.
Tras no renovar el contrato de Herrera, se queda con la titularidad en el arco del conjunto laico, inclusive llegando a ser capitán del conjunto azul. A fines de la temporada 2021, decide no renovar su contrato, quedando libre.

### Everton
En enero de 2022 es anunciado como nuevo jugador de Everton.

### Colo Colo
El traspaso al club albo se oficializó el 14 de noviembre de 2022.

## Selección nacional
Obtuvo la nacionalidad chilena en 2016, inicialmente pensando en liberar un cupo de extranjero para San Luis. Tras tener buenas actuaciones en Universidad de Chile, a pesar de su escasa continuidad, fue nominado por el entrenador Reinaldo Rueda para la fecha FIFA de octubre de 2018 contra Perú y México.
Antes del partido contra Perú se especulaba que De Paul sería titular tras la grave lesión de Gabriel Arias, pelearía el puesto de titular con el joven meta de Colo-Colo, Brayan Cortés y finalmente el argentino nacionalizado chileno se quedaría con el puesto, su debut en la selección chilena fue el 12 de octubre de 2018 contra Perú en el Hard Rock Stadium en Miami, "La Roja" mostraría un opacó nivel y terminaría cayendo goleada por 3-0 con la "blanquirroja", a pesar del marcador abultado De Paul tuvo grandes intervenciones en su debut, al 29' salvó un gol al atajar un disparo de Raúl Ruidíaz, al 37' despejó un frentazo de Anderson Santamaría siendo esta su mejor atajada en su debut.
El 30 de mayo de 2022, fue convocado por el director técnico Eduardo Berizzo, para afrontar el partido amistoso ante Selección de Corea del Sur y la Copa Kirin a llevarse a cabo en junio de 2022.

### Partidos internacionales
Actualizado hasta el 6 de junio de 2022.
| Partidos internacionales | Partidos internacionales | Partidos internacionales                               | Partidos internacionales | Partidos internacionales | Partidos internacionales | Partidos internacionales | Partidos internacionales |
| N.º                      | Fecha                    | Estadio                                                | Local                    | Resultado                | Visitante                | Goles                    | Competición              |
| ------------------------ | ------------------------ | ------------------------------------------------------ | ------------------------ | ------------------------ | ------------------------ | ------------------------ | ------------------------ |
| 1                        | 12 de octubre de 2018    | Hard Rock Stadium, Miami, Estados Unidos               | Perú                     | 3-0                      | Chile                    | -3                       | Amistoso                 |
| 2                        | 6 de junio de 2022       | Estadio Mundialista de Daejeon, Daejeon, Corea del Sur | Corea del Sur            | 2-0                      | Chile                    | -2                       | Amistoso                 |
| Total                    | Total                    | Total                                                  | Presencias               | 2                        | Goles                    | -5                       |                          |

| Selección chilena | Selección chilena | Selección chilena |
| Año               | Partidos          | Goles             |
| ----------------- | ----------------- | ----------------- |
| 2018              | 1                 | -3                |
| 2022              | 1                 | -2                |
| Total             | 2                 | -5                |

## Estadísticas

### Clubes
| Club                         | Div           | Temporada     | Liga  | Liga  | Copas nacionales | Copas nacionales | Torneos internacionales | Torneos internacionales | Total | Total |
| Club                         | Div           | Temporada     | Part. | Goles | Part.            | Goles            | Part.                   | Goles                   | Part. | Goles |
| ---------------------------- | ------------- | ------------- | ----- | ----- | ---------------- | ---------------- | ----------------------- | ----------------------- | ----- | ----- |
| San Luis · Chile             | 1.ª           | 2010          | 1     | -4    | —                | —                | —                       | —                       | 1     | -4    |
| San Luis · Chile             | 2.ª           | 2011          | 4     | -11   | 5                | -5               | —                       | —                       | 9     | -16   |
| San Luis · Chile             | 2.ª           | 2012          | 24    | -30   | —                | —                | —                       | —                       | 24    | -30   |
| San Luis · Chile             | 2.ª           | 2013          | 3     | -7    | —                | —                | —                       | —                       | 3     | -7    |
| San Luis · Chile             | 2.ª           | 2013-14       | 40    | -44   | 10               | -12              | —                       | —                       | 50    | -56   |
| San Luis · Chile             | 2.ª           | 2014-15       | 38    | -32   | 7                | -6               | —                       | —                       | 45    | -38   |
| San Luis · Chile             | 1.ª           | 2015-16       | 28    | -42   | 8                | -8               | —                       | —                       | 36    | -50   |
| San Luis · Chile             | Total club    | Total club    | 138   | -170  | 30               | -31              | 0                       | 0                       | 168   | -201  |
| Universidad de Chile · Chile | 1.ª           | 2016-17       | 3     | -2    | 2                | -5               | —                       | —                       | 5     | -7    |
| Universidad de Chile · Chile | 1.ª           | 2017          | 1     | -3    | 4                | -2               | —                       | —                       | 5     | -5    |
| Universidad de Chile · Chile | 1.ª           | 2018          | 6     | -3    | 1                | 0                | 2                       | -3                      | 9     | -6    |
| Universidad de Chile · Chile | 1.ª           | 2019          | 12    | -16   | 4                | -1               | —                       | —                       | 16    | -17   |
| Universidad de Chile · Chile | 1.ª           | 2020          | 34    | -33   | —                | —                | 1                       | 0                       | 35    | -33   |
| Universidad de Chile · Chile | 1.ª           | 2021          | 28    | -32   | 1                | -1               | 2                       | -3                      | 31    | -36   |
| Universidad de Chile · Chile | Total club    | Total club    | 84    | -86   | 12               | -9               | 5                       | -6                      | 101   | -103  |
| Everton · Chile              | 1.ª           | 2022          | 27    | -24   | 1                | -2               | 9                       | -7                      | 37    | -33   |
| Everton · Chile              | Total club    | Total club    | 27    | -24   | 1                | -2               | 9                       | -7                      | 37    | -33   |
| Colo Colo · Chile            | 1.ª           | 2023          | 10    | -9    | 5                | -3               | 5                       | -9                      | 20    | -21   |
| Colo Colo · Chile            | 1.ª           | 2024          | 9     | -3    | 6                | -7               | 0                       | 0                       | 15    | -10   |
| Colo Colo · Chile            | 1.ª           | 2025          | 8     | -9    | 4                | -4               | 1                       | 0                       | 13    | -13   |
| Colo Colo · Chile            | Total club    | Total club    | 27    | -21   | 15               | -14              | 6                       | -9                      | 48    | -44   |
| Total carrera                | Total carrera | Total carrera | 276   | -300  | 58               | -56              | 20                      | -21                     | 354   | -381  |
| 1. 2. 3.                     |               |               |       |       |                  |                  |                         |                         |       |       |

## Palmarés

### Títulos nacionales
| Título           | Equipo               | País  | Año     |
| ---------------- | -------------------- | ----- | ------- |
| Primera B        | San Luis             | Chile | 2014-15 |
| Primera División | Universidad de Chile | Chile | 2017-C  |
| Copa Chile       | Colo-Colo            | Chile | 2023    |
| Supercopa Chile  | Colo-Colo            | Chile | 2024    |
| Primera División | Colo-Colo            | Chile | 2024    |

### Capitán de Universidad de Chile
| Predecesor: Matias Rodríguez | Capitán de Universidad de Chile 2021 | Sucesor: Felipe Seymour |